# Machina/The Machines of God
MACHINA/the Machines of God er det femte album fra Smashing Pumpkins og blev udgivet 28. februar 2000. 
MACHINA/the Machines of God gik direkte ind som nr. 2 i Canada, nr. 3 i USA og som nr. 4 i Storbritannien og New Zealand. Lige som forgængeren Adore, blev MACHINA dog ikke nogen kommerciel succes, selv om trommeslager Jimmy Chamberlin var vendt tilbage. I USA er der blevet solgt ca. 583.000 eksemplarer af albummet. 
MACHINA/the Machines of God blev bandets sidste album indspillet af de fire originale medlemmer. En opfølger, Machina II / Friends and Enemies of Modern Music, blev udgivet til fri downloadning senere samme år med sange, der var til overs fra MACHINA/the Machines of God. 
I forbindelse med udgivelsen af bandets syvende album Oceania i 2012 lavede musikmagasinet Rolling Stone en oversigt over de 20 bedste sange fra Smashing Pumpkins ud fra en omfattende afstemning blandt fans. Ingen numre fra MACHINA/the Machines of God blev stemt ind på listen. Ved bandets koncerter er "Stand Inside Your Love", "Heavy Metal Machine", "Glass and the Ghost Children", "I of the Mourning" og "Try, Try, Try" i nævnte rækkefølge de mest spillede numre live. 
Smashing Pumpkins regner med at genudgive albummet i 2013 sammen med MACHINA II. 

## Skæringsliste
1. The Everlasting Gaze
2. Raindrops + Sunshowers
3. Stand Inside Your Love
4. I of the Mourning
5. The Sacred and Profane
6. Try, Try, Try
7. Heavy Metal Machine
8. This Time
9. The Imploding Voice
10. Glass and the Ghost Children
11. Wound
12. The Crying Tree of Mercury
13. With Every Light
14. Blue Skies Bring Tears
15. Age of Innocence

Alle sange er skrevet af Billy Corgan.

## Singler
- Stand Inside Your Love
- Try, Try, Try

## Musikvideoer
- The Everlasting Gaze
- Stand Inside Your Love
- Try, Try, Try

## Baggrund
I april 1999 spillede Smashing Pumpkins otte koncerter på en mindre turné, The Arising! Tour, i USA og Canada. Den meget populære turné markerede en række ting. For det første var det en velkommen tilbage-turné for trommeslager Jimmy Chamberlin, der havde været fyret fra bandet siden juli 1996. Det var dermed første gang i 2½ år, at bandets fire originale medlemmer spillede sammen live. For det andet begyndte bandet atter at spille materiale fra Gish og Siamese Dream, som bandet ellers konsekvent havde holdt sig fra på deres verdensturné i 1998. Og for det tredje skulle det vise sig at være de sidste koncerter med bassisten D'arcy Wretzky. 

## Indspilninger
Umiddelbart efter The Arising! Tour gik de fire originale medlemmer i studiet for at indspille bandets femte album. De havde indspillet akustiske demoer i slutningen af 1998, og bandet gik efter turnéen i gang med at indspille det endelige album i hjembyen Chicago, USA. Indspilningerne foregik i perioden november 1998 til oktober 1999 med hjælp fra Howard Willing, Bjorn Thorsrud og Flood. I september 1999, kort før færdiggørelsen af albummet, forlod D'arcy Wretzky bandet. Hun nåede dog at spille bas på alle albummets sange med undtagelse af "Age of Innocence".

## Modtagelse
Fans blev skuffede efter offentliggørelsen af skæringslisten til MACHINA/the Machines of God pga., at kun fem sange fra The Arising! Tour var inkluderet. Det viste sig dog senere, at "The Imploding Voice" var en ny titel til "Virex" – en sang, der var blevet spillet live i april 1999. Billy Corgan afslørede, at der var skrevet mere end 40 sange til albummet og kun 15 kom med. 
MACHINA/the Machines of God er ofte kendt som den mest skuffende udgivelse fra Smashing Pumpkins. Det skyldes primært albummets lave salgstal, der er lavere end bandets fire tidligere album. Albummet blev dog nomineret ved Grammy Awards 2001 i kategorien Best Recording Package.
I den første uge i handlen blev der solgt 165.000 eksemplarer af MACHINA/the Machines of God i USA. I juli 2012 var der blevet solgt omkring 607.000 eksemplarer i USA, hvilket er cirka halvdelen af forgængeren Adore og en ottendel af både Siamese Dream og Mellon Collie and the Infinite Sadness.

## Band
- Billy Corgan (sang, guitar, producer, bas)
- Jimmy Chamberlin (trommer)
- James Iha (guitar)
- D'arcy Wretzky (bas)

Derudover spiller Mike Garson klaver på "Glass and the Ghost Children". 

## MACHINA II
I september 2000 udgav Smashing Pumpkins via deres eget pladeselskab, Constantinople, 25 nye sange under titlen Machina II / Friends and Enemies of Modern Music. Albummet bestod af 3 ep'er (11 sange) og 1 lp (14 sange), men blev kun trykt i 25 eksemplarer og givet til venner af bandet med beskeden om at distrubuere albummet via internettet, således at fans kunne downloade hele albummet gratis. 
Bandets pladeselskab, Virgin Records, ville ikke være med til at udgive et album så kort tid efter MACHINA/the Machines of God, men bandet, der var i gang med at spille deres sidste koncerter sammen, ville gerne have musikken ud til deres fans, så de kunne nå at spille materialet live på deres opkommende Europaturné (heriblandt deres koncert i Valby-hallen). Derfor blev Machina II / Friends and Enemies of Modern Music udgivet på Constantinople. 
Inden for kort tid rapporterede et website, at der var blevet downloadet mere end 200.000 komplette udgaver af MACHINA II. De 25 sange kan downloades gratis og lovligt på dette website Arkiveret 1. november 2005 hos  Wayback Machine.

## The Story of Glass and June
MACHINA/the Machines of God er et konceptalbum, hvilket også har gjort, at sangene på både MACHINA og MACHINA II er langt mere historie-baserede end tidligere album. De to album centrerer omkring hovedpersonerne Glass og June, og i modsætning til eksempelvis The Whos Tommy og Pink Floyds The Wall er The Story of Glass and June langt mere åben for fortolkning. Historien spredte sig hurtigt til andre medier, heriblandt internettet og en animeret tv-serie. 

## Outtakes
Der er 15 sange på MACHINA/the Machines of God og 25 sange på Machina II / Friends and Enemies of Modern Music. Nedenstående liste indeholder sange, der ikke nåede at komme med på de to album. Nogle af sangene blev senere udgivet på bandets opsamlingsplade Judas O i 2001. 
- "Autumn"
- "Disco King"
- "Drain"
- "Here I Am"
- "Laugh"
- "Lover"
- "Death Boogie"
- "Identify"
- "Winterlong" (udgivet på Judas O])
- "Soot and Stars" (udgivet på Judas O)